# Pětiseteurovka

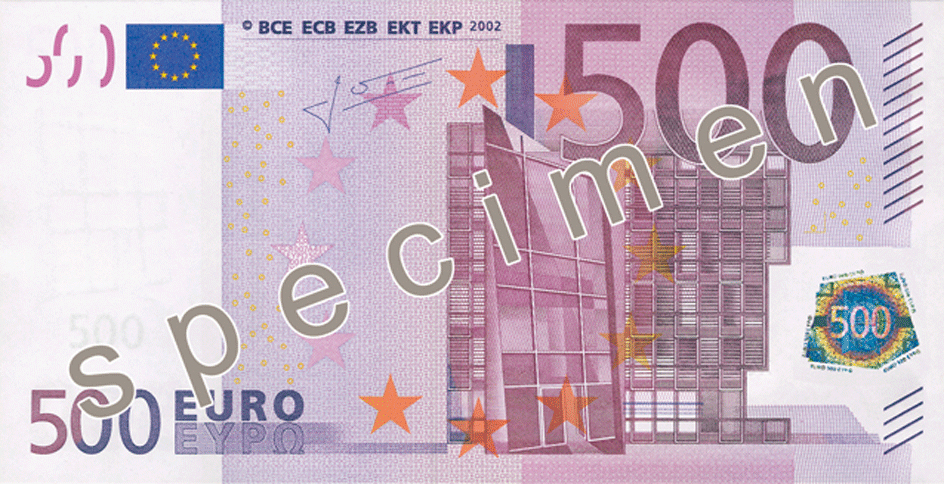
Líc bankovky

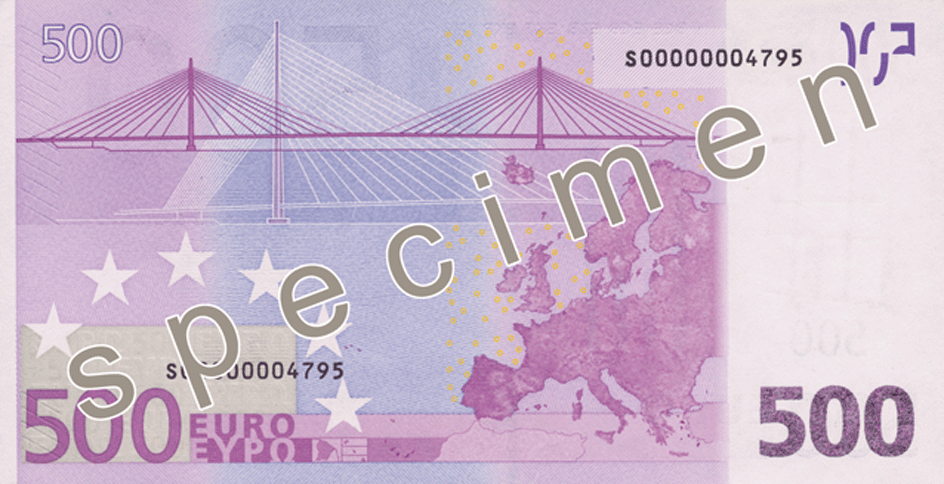
Rub bankovky

Pětiseteurovka, tedy bankovka o hodnotě 500 eur (500€), je mezi eurobankovkami bankovkou s nejvyšší hodnotou a také největší velikostí. Je zdobena architektonickými motivy a laděna do fialové.

## Historie
Pětiseteurovky byly uvedeny do oběhu s ostatními eurovými bankovkami v roce 2002, ale prakticky od samého počátku je doprovázaly obavy, že budou používány především zločinci, protože legální obchody ve větší výši se obvykle realizují bezhotovostně. Z tohoto důvodu je například přestaly od roku 2010 poskytovat směnárny ve Spojeném království. V únoru 2016 navrhli ministři financí Evropské unie Evropské centrální bance, aby dostupnost pětiseteurovek omezila.

## Ukončení vydávání €500
Mezi bankovkami ze série Europa, které jsou postupně uváděny od roku 2013, již nefiguruje nejvyšší hodnota €500, ostatní nominální hodnoty zůstaly zachovány. Nové bankovky této hodnoty se postupně omezí a budou sloužit jako uchovatel hodnoty a postupně staženy z oběhu.